# Свердловина № 6 (мін. води)
Свердлови́на № 6 (мін. води́) — гідрологічна пам'ятка природи місцевого значення в Україні. Розташована в межах Стрийського району Львівської області, на західній околиці села Баня Лисовицька (неподалік від м. Моршин), при автошляху Н 10.
Площа 0,3 га. Статус надано 1984 року. Перебуває у віданні Прикарпатської територіальної ради профспілок.
Статус надано з метою збереження джерела мінеральної води. Експлуатується з 1968 року, вода сульфатно-хлоридна натрієво-магнієво-калієва (розсіл, ропа) з загальною мінералізацією до 238 г/л.

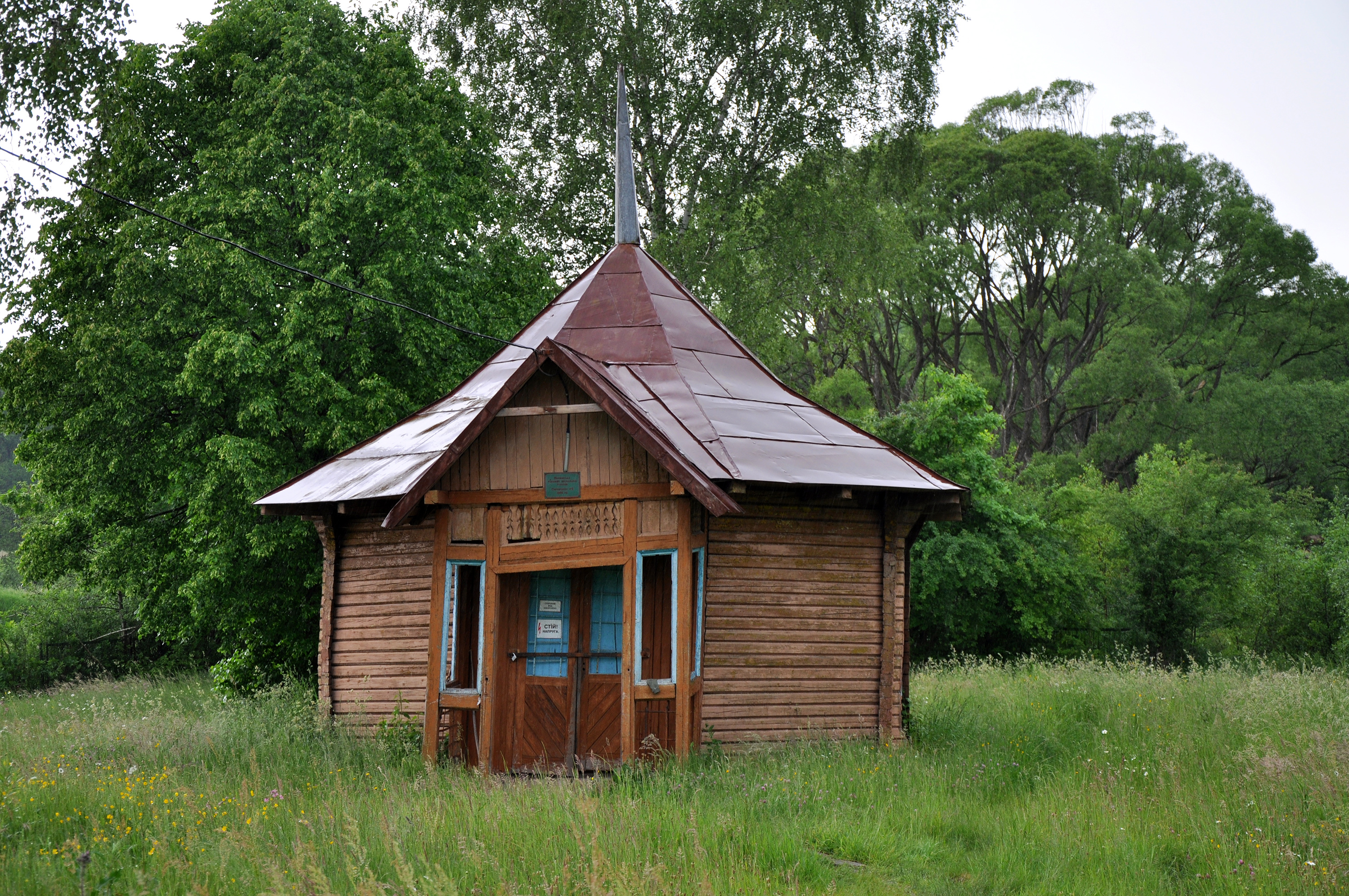